# Лојхтенберг
Лојхтенберг (њем. Leuchtenberg) град је у њемачкој савезној држави Баварска. Једно је од 38 општинских средишта округа Нојштат ан дер Валднаб. Према процјени из 2010. у граду је живјело 1.311 становника. Посједује регионалну шифру (AGS) 9374132.

## Географски и демографски подаци
Лојхтенберг се налази у савезној држави Баварска у округу Нојштат ан дер Валднаб. Град се налази на надморској висини од 572 метра. Површина општине износи 32,4 km². У самом граду је, према процјени из 2010. године, живјело 1.311 становника. Просјечна густина становништва износи 40 становника/km².